# Lijst van voetbalinterlands Aruba - Puerto Rico (vrouwen)
Deze lijst van voetbalinterlands is een overzicht van alle officiële voetbalinterlands tussen de nationale vrouwenteams van Aruba en Puerto Rico. De landen hebben tot nu toe twee keer tegen elkaar gespeeld.

## Wedstrijden
| № | Plaats        | Datum            | Competitie                                | Wedstrijd           | Uitslag |
| - | ------------- | ---------------- | ----------------------------------------- | ------------------- | ------- |
| 1 | Bayamón       | 24 augustus 2015 | Olympische Spelen 2016 kwalificatie       | Puerto Rico − Aruba | 9 − 0   |
| 2 | San Cristóbal | 11 mei 2018      | CONCACAF W Championship 2018 kwalificatie | Aruba − Puerto Rico | 0 − 5   |

## Samenvatting
| Competitie                           | Totaal gespeeld | Winst Aruba | Gelijk | Winst Puerto Rico | Doelsaldo Aruba – Puerto Rico |
| ------------------------------------ | --------------- | ----------- | ------ | ----------------- | ----------------------------- |
| Olympische Spelen kwalificatie       | 1               | 0           | 0      | 1                 | 0 − 9                         |
| CONCACAF W Championship kwalificatie | 1               | 0           | 0      | 1                 | 0 − 5                         |
| Totaal                               | 2               | 0           | 0      | 2                 | 0 − 14                        |